# 波莫納 (伊利諾伊州)
波莫納（英語：Pomona）是位於美國伊利諾伊州傑克遜縣的一個非建制地區。該地的面積和人口皆未知。

## 地理
波莫納的座標為37°37′41″N 89°20′12″W / 37.62806°N 89.33667°W，而該地的平均海拔高度為124米（即407英尺）。